# 鶴乃子

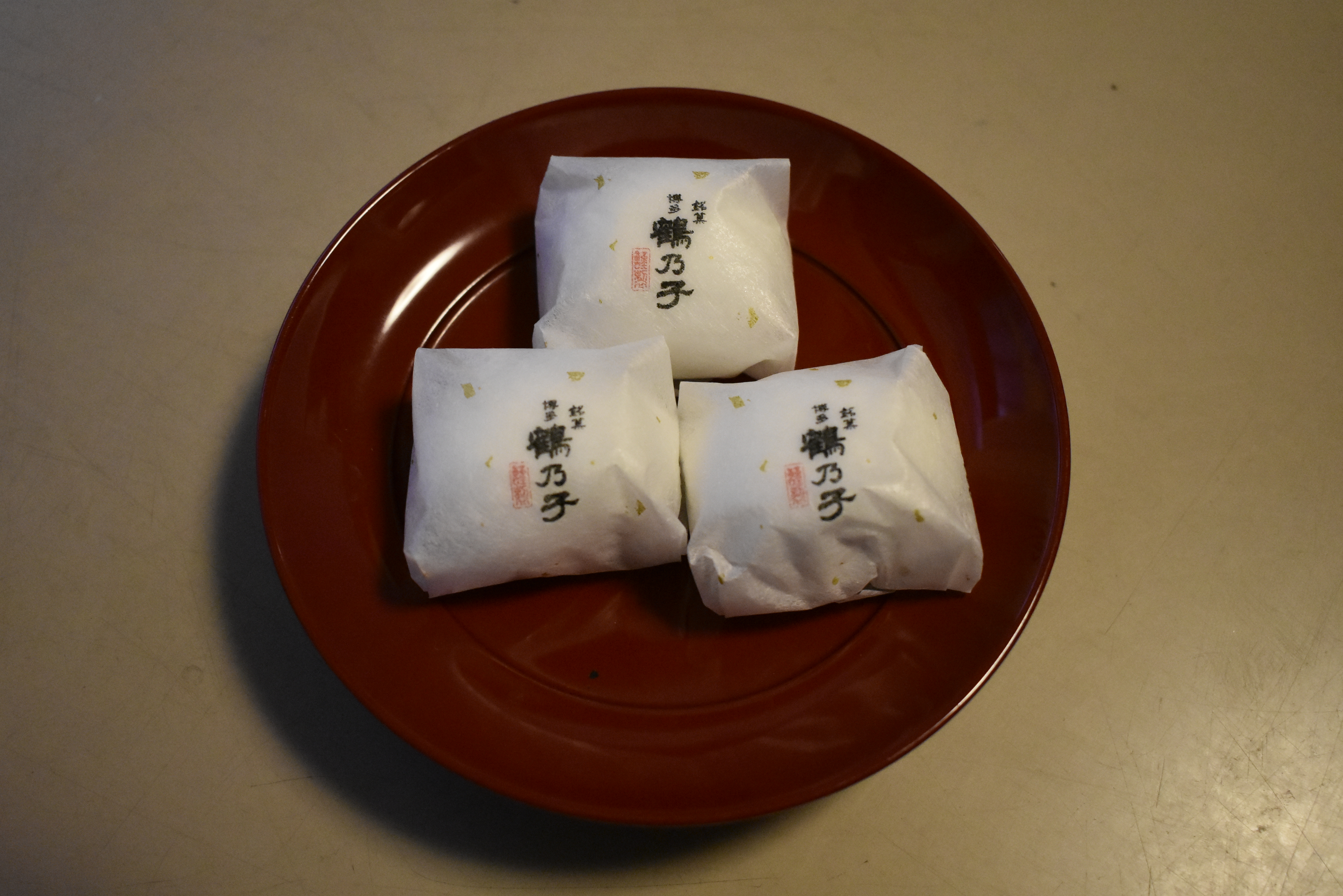
梱包

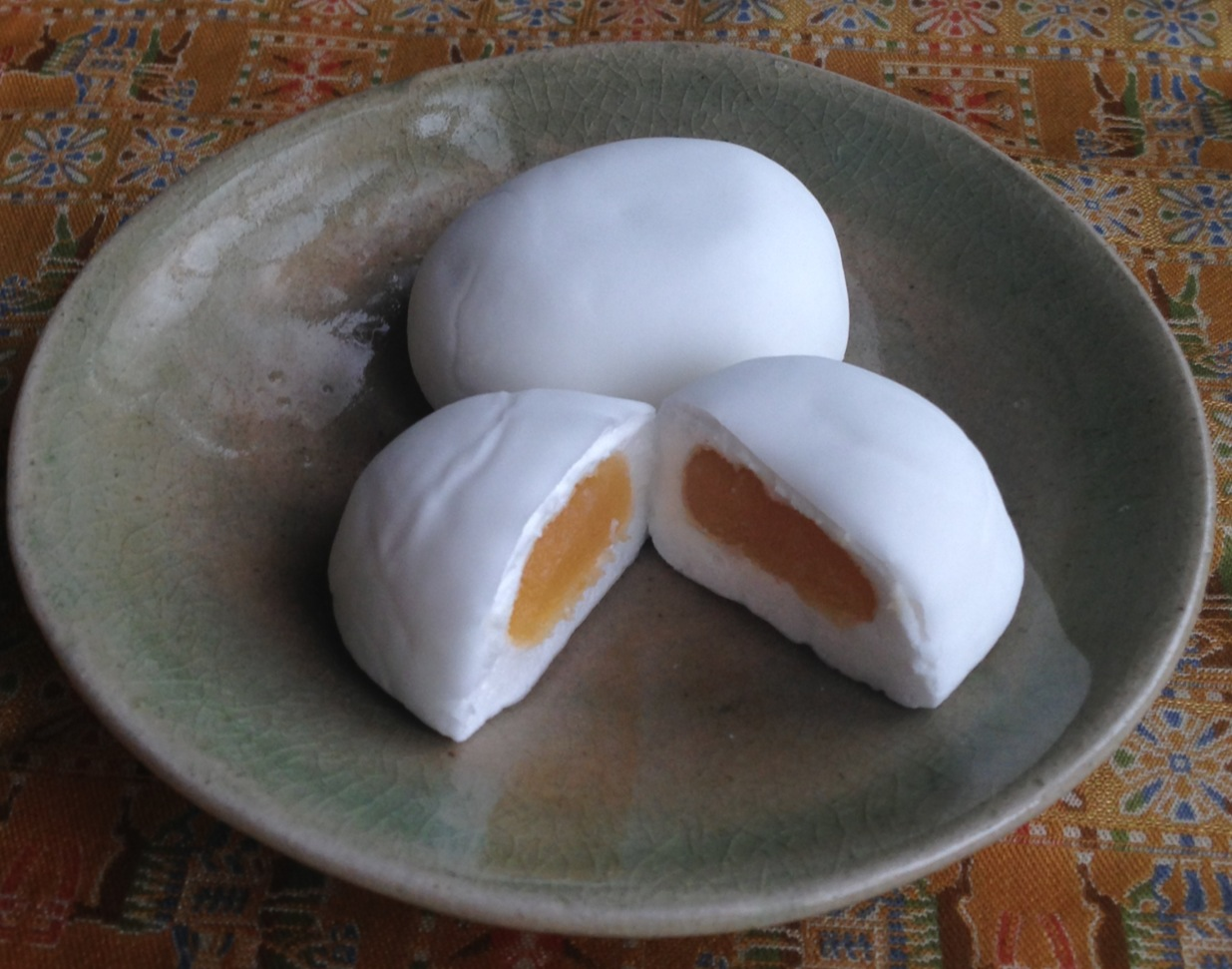
断面

鶴乃子（つるのこ）とは、福岡県福岡市博多区の石村萬盛堂（いしむらまんせいどう）で作られている菓子で、福岡市の土産菓子として知られる。

## 概要
1905年（明治38年）創業の石村萬盛堂は鶏卵素麺を専門に作っていたが、鶏卵素麺が卵の黄身のみを原材料とするため、白身が余ってしまう。
創業者である石村善太郎が、この余った白身をマシュマロにして、中に黄身餡を入れ発売したのが「鶴乃子」である。つるのこ餅（すあま）とは関係がない。
模倣品に竹下製菓から鶴の里が出ている。

## エピソード
1981年より発売されているロッテの雪見だいふくは、鶴乃子がヒントとなって開発された40年以上に渡るロングセラーとなっている。長らく公式に関わりがあったわけではないが、2021年11月には、石村萬盛堂により監修された「石村萬盛堂監修 雪見だいふく×鶴乃子」が発売された。
3月14日の「ホワイトデー」はマシュマロデーとして1977年に石村萬盛堂の社長が最初に考案した。詳しくは、マシュマロの項を参照。
鶴乃子は博多駅で最初に売られた2番目の土産菓子だった（1番目は二◯加煎餅）。